# Fiat Ottimo
O Ottimo é um hatchback médio-grande produzido pela Fiat, atualmente fabricado na China (lá, sob responsabilidade da GAC Fiat).
Trata-se da versão hatchback do Fiat Viaggio, este por sua vez derivado da nova geração do Dodge Dart. Está baseado na versão com entre-eixos alongado da plataforma CUSW, e foi apresentado em 2013; para o mercado chinês.
Especula-se que substituirá o Fiat Bravo também no Brasil; assim como o Viaggio (cujas especulações apontam para o ressurgimento do nome Tempra ressucitando assim o antigo sedã médio da marca, produzido entre 1992 e 1999) haverá de substituir o Fiat Linea. Estima-se que será produzido na nova fábrica da Fiat Automóveis do Brasil, em Goiana (Pernambuco). Por hora, é equipado com o motor 1.4L de quatro cilindros em linha, 16 válvulas, alimentado por Turbo-compressor. Há opção de transmissão manual de 5 marchas e automatizada de 6 marchas.

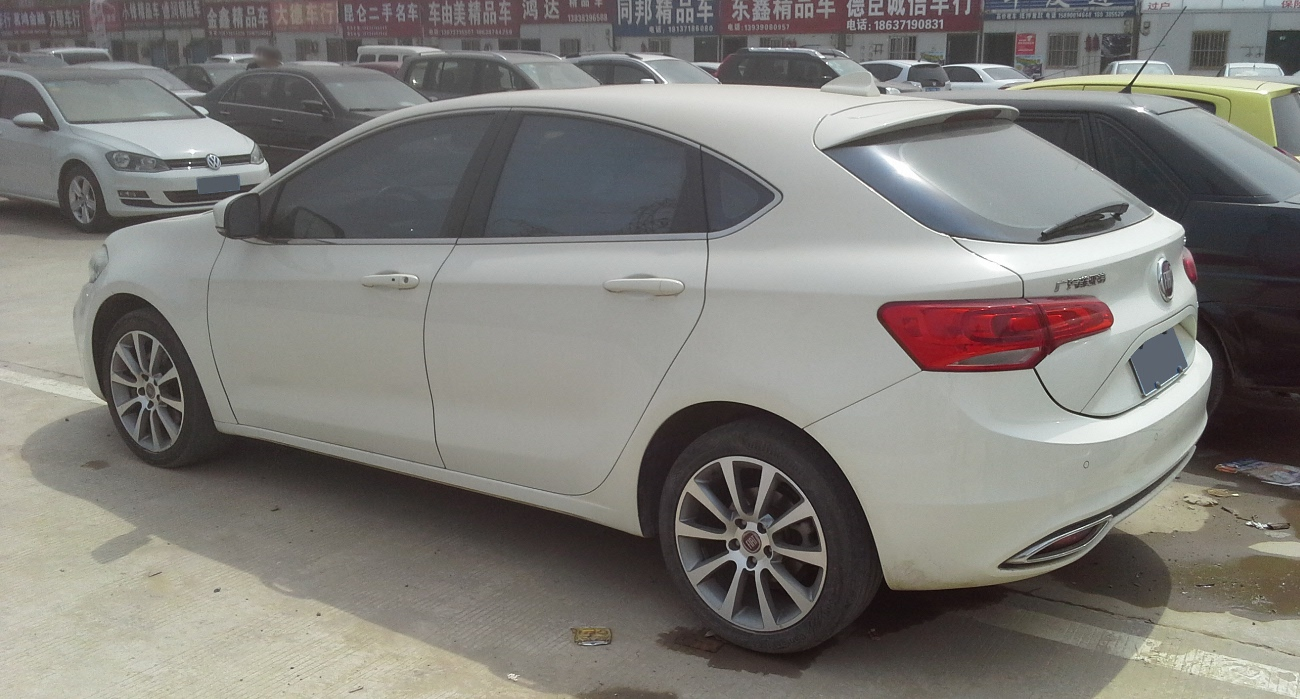
Fiat Ottimo (visão traseira)

Em 2017, tanto o Ottimo quanto o Fiat Viaggio saíram de linha devido as baixas vendas na China.